# Bellmunt d'Urgell
Bellmunt d'Urgell est une commune de la province de Lérida, en Catalogne, en Espagne, de la comarque de Noguera